# Sven Brohult
Sven Fritiof Abraham Brohult, född 8 maj 1905 i Forsheda, död 11 januari 2001 i Bromma, var en svensk kemist och professor som var verksam inom industriforskning och som verkställande direktör för Ingenjörsvetenskapsakademien (IVA).
Brohult växte upp i Forsheda. Han tog realexamen 1921 och fick ett stipendium för studier i Frankrike. Han studerade ett år i Caen och tre i Grenoble, tog 1925 fransk studentexamen. Han återvände därefter till Sverige men förblev frankofil resten av livet.
I Sverige påbörjade Brohult studier vid Uppsala universitet. Han inledde med studier i historia, som följdes av matematik och geografi till en filosofie kandidatexamen 1928. 1929 blev hand filosofie magister i matematik, fysik och kemi. Han fortsatte därefter till forskarutbildning i fysikalisk kemi under The Svedberg, och blev filosofie licentiat 1933 efter att ha studerat absorption av vattenånga i zeoliter. Han övergick därefter till studier av proteinet hemocyanin, och dispuerade 1940 för doktorsgrad. Han blev också docent och stannade ytterligare en tid som forskare i Uppsala.
År 1943 bildades LKB-Produkter Fabriksaktiebolag där Brohult fick ansvar för forskningsadministrationen. Bland annat utvecklade LKB Milkotal, ett ersättningsmedel för bröstmjölk, och en metod för att framställa alkoholsvagt öl som lade grund för den typ av lättöl som fortfarande är vanlig i Sverige. LKB bedrev också utveckling av läkemedel.
Brohult var ordförande i Svenska Kemistsamfundet 1949-1960, och var från 1957 ledamot i Tekniska forskningsrådet (TFR). Han invaldes 1953 som ledamot av IVA och var IVA:s VD från 1960 till 1970. 1962 blev han ledamot av Kungliga Skogs- och Lantbruksakademien och 1965 ledamot av Kungliga Vetenskapsakademien.
Han promoverades 1967 till teknologie hedersdoktor vid KTH.
Brohult grundade 1967 Svensk-franska forskningsföreningen (även känd som Association franco-suédoise pour la Recherche, AFSR).
Fram till 1932 hette han Sven Nilsson, men tog då namnet Brohult.

## Utmärkelser
- Kommendör av Nordstjärneorden, 16 november 1970.[9]